# كارلوس سيزار
كارلوس سيزار (بالبرتغالية: Carlos César‏) هو صحفي وسياسي برتغالي، ولد في 30 أكتوبر 1956 في بونتا ديلغادا في البرتغال. حزبياً، نشط في الحزب الاشتراكي (البرتغال). في 2015 Portuguese legislative election ‏، انتخب عضو مجلس الجمهورية ‏ عن دائرة Azores (Assembly of the Republic constituency) ‏ وقد انضم خلال فترته النيابية ‏ (23 أكتوبر 2015 – )  للكتلة البرلمانية الحزب الاشتراكي (البرتغال) وفي 1987 Portuguese legislative election ‏، انتخب عضو مجلس الجمهورية ‏ عن دائرة Azores (Assembly of the Republic constituency) ‏ وقد انضم خلال فترته النيابية ‏ (13 أغسطس 1987 – 3 نوفمبر 1991)  للكتلة البرلمانية الحزب الاشتراكي (البرتغال).